# Giławki
Giławki (deutsch Klein Gillau) ist ein Ort in der polnischen Woiwodschaft Ermland-Masuren. Er gehört zur Gmina Purda (Landgemeinde Groß Purden) im Powiat Olsztyński (Kreis Allenstein).

## Geographische Lage
Giławki liegt im Westen der Woiwodschaft Ermland-Masuren, 23 Kilometer südöstlich der Kreis- und Woiwodschaftshauptstadt Olsztyn (deutsch Allenstein).

## Geschichte

### Gillau-Mühle (bis 1856)
Bereits im 17. Jahrhundert stand an der Stelle des Ortes Klein Gillau eine königliche Mühle, als deren Besitzer im Jahre 1704 Jan Czibor genannt wurde. Sie gehörte im Jahre 1785 zum Kreis Neidenburg und hatte zwei Feuerstellen. Im Jahre 1820 war sie in den Kreis Ortelsburg „gewechselt“. Danach war Gillau-Mühle als Wohnplatz zum Dorf Gillau (polnisch Giławy) zugehörig.

### Klein Gillau (ab 1856)
Am 27. Dezember 1857 wurde Gillau-Mühle in „Klein Gillau“ verändert, als es im amtlichen Verordnungsblatt hieß: „Dem in der Feldmark des Dorfes Gillau vorhandenen Mühlen-Etablissement ist von der Königlichen Regierung der Name „Kl(ein) Gillau“ beigelegt worden, ohne daß in den kommunalpolizeilichen und sonstigen Verhältnissen etwas geändert wird“. Eine Volkszählung am 3. Dezember 1861 ergab für Klein Gillau eine Fläche von 212 Morgen. Im Jahre 1905 zählte der Ort 106 Einwohner.
Als 1945 in Kriegsfolge das gesamte südliche Ostpreußen an Polen fiel, erhielt Klein Gillau die polnische Namensform „Giławki“. Die Siedlung (polnisch Osada) ist heute Teil der Landgemeinde Purda (Groß Purden) im Powiat Olsztyński (Kreis Allenstein), von 1975 bis 1998 der Woiwodschaft Olsztyn, seither der Woiwodschaft Ermland-Masuren zugehörig.

## Kirche
Bis 1945 war Klein Gillau in die römisch-katholische Kirche Gillau (polnisch Giławy) eingepfarrt. Die katholischen Einwohner Giławkis sind es auch heute noch, wobei die Pfarrkirche Giławys jetzt zum Erzbistum Ermland gehört.
Noch bis 1820 war die Kirche in Passenheim (polnisch Pasym) in der Kirchenprovinz Ostpreußen der Kirche der Altpreußischen Union das Gotteshaus für die evangelischen Einwohner Klein Gillaus bzw. von Gillau-Mühle. Danach waren sie in die evangelische Kirche Wartenburg (Ostpreußen) (polnisch Barczewo) eingegliedert. Heute orientieren sie sich zur Christus-Erlöser-Kirche Olsztyn (Allenstein) in der Diözese Masuren der Evangelisch-Augsburgischen Kirche in Polen.

## Verkehr
Giławki ist über eine Nebenstraße von Giławy aus zu erreichen. Eine Bahnanbindung besteht nicht. 